# اورال باتیر

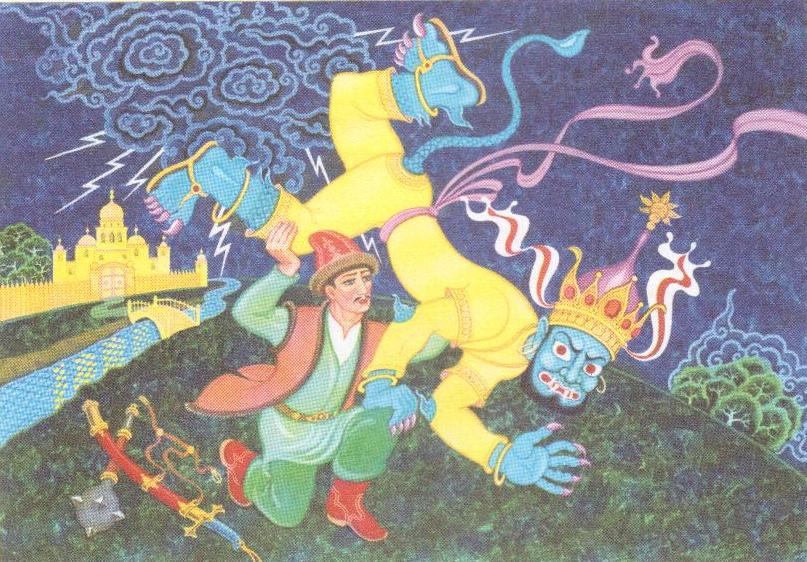
اورال باتیر

اورال باتیر (باشقیری:Урал батыр) نام حماسه سنتی مردم باشقیر است که ریشه آن به چند هزار سال قبل باز می‌گردد و در این مدت به صورت شفاهی میان مردم باشقیر رواج داشته است. این حماسه منظوم در اوایل سده بیستم میلادی مکتوب گردید. معنای واژه اورال باتیر مردم دلیر است (باتیر با واژه بهادر رایج در فارسی از یک ریشه است) و روایات آن به نحوه برخورد نیاکان باستانی باشقیرها با نیروهای اهریمنی مربوط است. نام پدر اورال باتیر Yanbike و نام مادرش Yanbirte است.اسب پرنده و افسانه ای او Akbut است.
نام همسرش که به شکل پرنده نیز در می آید هومای خانیم(همای خانم)Humay xanım است.
داستان این حماسه حول وقایع مربوط به نبرد دو برادر به نام های اورال و شولگان است. این اثر به زبان های زیادی از جمله ترکی استانبولی، روسی و انگلیسی ترجمه شده است.

## منبع
- Ural-batyr